# Fearless Tour
A Fearless Tour Taylor Swift amerikai énekesnő első önálló turnéja, amelyen Fearless című második albumát népszerűsítette. A turné 15 hónapig tartott.

## A turnéról
A turnét 2009. január 29-én hirdették ki először Swift weboldalán. Eredetileg 54 városba látogatott volna az Egyesült Államok és Kanada területén, de később bejelentették, hogy a Fearless Tour ellátogat az Egyesült Királyságba, Japánba és Ausztráliába is.
A turné Evansvillben, Indiana államban kezdődött 2009. április 23-án a Roberts Stadionban. A turné során olyan előadók csatlakoztak hozzá, mint Katy Perry és John Mayer. Az előzenekar pedig a Gloriana, Kelly Picker és Justin Bieber voltak.

## Dallista
| 1. You Belong With Me 2. Our Song 3. Tell Me Why 4. Teardrops On My Guitar 5. Fearless 6. Forever and Always 7. Hey Stephen 8. Fifteen 9. Tim McGraw 10. White Horse 11. Love Story 12. The Way I Loved You 13. You’re Not Sorry (részleteket tartalmaz: What Goes Around...Comes Around") 14. Picture to Burn 15. Change 16. I’m Only Me When I’m With You (előadva: Kellie Pickerrel és a Glorianával) 17. Should’ve Said No | 1. You Belong With Me 2. Our Song 3. Tell Me Why 4. Teardrops On My Guitar 5. Fearless 6. Forever and Always 7. Hey Stephen 8. Fifteen 9. Tim McGraw 10. White Horse 11. Love Story 12. The Way I Loved You 13. You’re Not Sorry (részleteket tartalmaz: What Goes Around...Comes Around) 14. Picture to Burn 15. Today Was A Fairytale 16. Should’ve Said No |